# Kryptopterus vitreolus
Kryptopterus vitreolus — вид риб з роду Kryptopterus родини Сомові ряду сомоподібних. Інші назви «скляний сом», «сом-привид», «фантомний сом». Наукова назва виду походить від латинського «vitreus», що означає «скло».

## Опис
Загальна довжина досягає 6,5—7 см. Голова помірно велика з 2 довгими вусиками. Морда становить 29—35 % довжини голови. Рот не доходить до очей. Тулуб витягнутий, з піднятою спиною. Більшість їхніх органів розташовані поблизу голови, завдяки прозорому тілу помітно серце. Спинний плавець має 32 промені. В анальному плавці є 48—55 м'яких променів. Статеві відмінності невідомі. Хвостовий плавець роздвоєно. Висота хвостового стебла 4—7 % загальної довжини.
Забарвлення прозоре з блакитним відливом (свідчить про нестачу пігменту). Звідси походять інші назви цього сома. Під час сильної хвороби і після смерті стає молочно-білого кольору.

## Спосіб життя
Зустрічається в стоячих водоймах (озерах, болотах і великих ставках) або в невеликих річках з повільною течією. Вода в біотопах чорна або каламутна. Живуть великими зграями. Веде денний, пелагічний спосіб життя. Живляться зоопланктоном, вкрай рідко дрібною рибою.
Розмножуються в прибережній рослинності. Самиці відкладають до 200 ікринок на рослини. Інкубаційний період триває 5—7 діб.

## Розповсюдження
Мешкає в басейні нижньої течії Меконг в Таїланді та річках на перешийку Кра (частина Малайського півострова).